# Liste der Bodendenkmale in Burkhardtsdorf
In der Liste der Bodendenkmale in Burkhardtsdorf sind die Bodendenkmale der Gemeinde Burkhardtsdorf und ihrer Ortsteile nach dem Stand der Auflistung von Volkmar Geupel aus dem Jahr 1983 aufgelistet. Eventuelle Änderungen und Ergänzungen, insbesondere aus der Zeit nach der Wende, sind nicht berücksichtigt, da für Sachsen aktuell keine neueren allgemein zugänglichen Bodendenkmallisten vorliegen. Die Baudenkmale sind in der Liste der Kulturdenkmale in Burkhardtsdorf aufgeführt.
| Denkmal-ID | Fundart          | Ortsteil       | Bezeichnung | Zeitstellung    | Lage                                       | Bemerkungen                                                 | Bild |
| ---------- | ---------------- | -------------- | ----------- | --------------- | ------------------------------------------ | ----------------------------------------------------------- | ---- |
| ?          | besonderer Stein | Burkhardtsdorf | Steinkreuz  | Spätmittelalter | zurzeit im Buchdruckereimuseum aufgestellt | Buchstaben M und F eingeritzt, Schutz seit 17. Oktober 1963 |      |